# Vårdgivare
Vårdgivare är en juridisk person (t ex statlig myndighet, region, kommun eller enskild näringsidkare) som yrkesmässigt bedriver hälso- och sjukvård . Vårdgivare kan också t ex vara ett apotek eller ett laboratorium som mottar vävnadsprover från vårdgivare och som bevarar proverna i en biobank  
Den engelska termen Caregiver översätt ibland till svenskan som vårdgivare, men detta blir missvisande och vilseledande. Vårdgivare (på svenska) är inte enskild person som vårdar utan en juridisk person som tillhandahåller vård mm. Det är därför mer lämpligt att översätta Caregiver till svenska med vårdare (behöver definieras) eller vårdpersonal  (behöver definieras).